# Семенково (Рыбинский район)
Семенково — деревня Огарковского сельского поселения Рыбинского района Ярославской области .
Деревня расположена на левом берегу реки Волготня. Здесь в целом в лесном и малонаселённом краю в нижнем и среднем течении реки компактно следует ряд деревень, удалённых на расстояние не более километра. В районе Семенкова река делает крутой поворот, меняя направление течения с северо-западного на юго-западное, огибая деревню с севера. Выше Семенкова по течению, на том же берегу стоит деревня Степаньково, ниже деревня Досугово. На противоположном правом берегу реки Барщинка и выше по течению Ольгино. Деревня находится далеко к востоку от автомобильной дороги Р104 на участке Рыбинск—Пошехонье, к которой по левому берегу Волготни ведёт просёлочная дорога через Досугово, Антоново. Другие просёлочные дороги через броды на реке выходят на Барщинку и Ольгино .
Деревня указана на плане Генерального межевания Рыбинского уезда конца XVIII века.
На 1 января 2007 года в деревне числился 1 постоянный житель. Почтовое отделение, расположенное в Волково, обслуживает в деревне Семенково 5 домов .